# Victória Borges
Victória Borges (Aracaju, 13 de julho de 2002) é uma ginasta rítmica brasileira.

## Carreira
Victória começou a ginástica rítmica em sua cidade natal, Aracaju, e foi convidada para integrar a seleção nacional em 2017. Ela se juntou ao grupo nacional sênior em 2019. Ela competiu na Copa do Mundo de Guadalajara de 2019, onde o Brasil terminou em sétimo no geral, oitavo em 5 bolas e sétimo em 2 aros e 3 maças.
Após treinar em Portugal em 2020 devido à pandemia de COVID-19 no Brasil, em 2021, ela foi selecionada para competir nas Copas do Mundo de Baku e Tashkent. No entanto, o Brasil desistiu da Copa do Mundo de Tashkent devido a casos de COVID-19 dentro do grupo, e Borges foi substituída para a Copa do Mundo de Baku. Victória competiu nos Jogos Sul-Americanos de 2022 em Assunção, onde o grupo brasileiro conquistou as medalhas de ouro. Depois, no Campeonato Sul-Americano, o Brasil conquistou as medalhas de ouro do grupo e também ganhou uma medalha de ouro por equipe ao lado das ginastas individuais.
Ela ajudou o Brasil a ganhar sua primeira medalha geral do grupo da Copa do Mundo da FIG, um bronze, na Copa do Mundo de Atenas de 2023. Na Copa do Mundo de Sófia, o grupo terminou em sétimo no geral, quinto em 5 aros e quarto em 3 fitas e 2 bolas. Na Copa do Mundo de Desafio de Portimão, ela fez parte do grupo que ganhou uma medalha de ouro histórica na final de 5 aros. Na Copa do Mundo de Desafio em Cluj-Napoca, elas ganharam a medalha de ouro em 3 fitas e 2 bolas, a medalha de prata em 5 aros e a medalha de bronze no geral. Na fase final da Copa do Mundo em Milão, o grupo terminou em nono no geral e quinto em 3 fitas e 2 bolas. Ela competiu no Campeonato Sul-Americano em Barranquilla, onde o Brasil conquistou as medalhas de ouro do grupo e também ganhou uma medalha de ouro por equipe ao lado das ginastas individuais. Ela então ajudou o grupo brasileiro a conquistar as medalhas de ouro nos Jogos Pan-Americanos de 2023.
Borges competiu com o Brasil na Copa do Mundo de Sófia de 2024, onde o grupo terminou em quinto lugar no geral. No Campeonato Pan-Americano da Cidade da Guatemala, o grupo brasileiro conquistou a medalha de ouro em 5 aros, mas conquistou a prata no geral e 3 fitas e 2 bolas atrás do México.
Borges representou o Brasil nas Olimpíadas de Verão de 2024 ao lado de Maria Eduarda Arakaki, Déborah Medrado, Sofia Pereira e Nicole Pircio. Durante a fase de qualificação para o grupo geral, a equipe brasileira ficou em quarto lugar após sua primeira rotina, 5 aros. No entanto, minutos antes da rotina de 3 fitas e 2 bolas, Victória Borges machucou a panturrilha esquerda. Como a ginástica rítmica não permite atletas substitutos nos Jogos Olímpicos, ela competiu apesar da lesão. Ela não conseguiu completar todos os elementos da rotina. O grupo terminou em nono lugar, tornando-se as primeiras reservas para a final do grupo geral. A lesão foi posteriormente descoberta como um tendão de Aquiles parcialmente rompido, e ela passou por uma cirurgia ao retornar ao Brasil.